# Temporada 2010-2011 del FC Barcelona
La relació de jugadors de la plantilla del Barça la temporada 2010-11, la qual destaca per la presència d'un 50% de jugadors formats a les categories inferiors del planter i un 30% de jugadors catalans, és la següent:

## Plantilla
| N. | Pos. | Nac. | Jugador                    |
| -- | ---- | --- | -------------------------- |
| 1  | POR  | [[Fitxer:Flag of Catalonia.svg\|23x15px\|border \|alt=Catalunya\|link=Selecció de futbol de Catalunya\|{{#if:\|]]   | Víctor Valdés (3r Capità)  |
| 2  | DEF  | [[Fitxer:Flag of Brazil.svg\|23x15px\|border \|alt=Brasil\|link=Selecció de futbol del Brasil\|{{#if:\|]]           | Dani Alves                 |
| 3  | DEF  | [[Fitxer:Flag of Catalonia.svg\|23x15px\|border \|alt=Catalunya\|link=Selecció de futbol de Catalunya\|{{#if:\|]]   | Gerard Piqué               |
| 5  | DEF  | [[Fitxer:Flag of Catalonia.svg\|23x15px\|border \|alt=Catalunya\|link=Selecció de futbol de Catalunya\|{{#if:\|]]   | Carles Puyol (1r Capità)   |
| 6  | MIG  | [[Fitxer:Flag of Catalonia.svg\|23x15px\|border \|alt=Catalunya\|link=Selecció de futbol de Catalunya\|{{#if:\|]]   | Xavi Hernández (2n Capità) |
| 7  | DAV  | [[Fitxer:Flag of Spain.svg\|23x15px\|border \|alt=Espanya\|link=Selecció de futbol d'Espanya\|{{#if:\|]]            | David Villa                |
| 8  | MIG  | [[Fitxer:Flag of Spain.svg\|23x15px\|border \|alt=Espanya\|link=Selecció de futbol d'Espanya\|{{#if:\|]]            | Andrés Iniesta (4t Capità) |
| 9  | DAV  | [[Fitxer:Flag of Catalonia.svg\|23x15px\|border \|alt=Catalunya\|link=Selecció de futbol de Catalunya\|{{#if:\|]]   | Bojan Krkić                |
| 10 | DAV  | [[Fitxer:Flag of Argentina.svg\|23x15px\|border \|alt=Argentina\|link=Selecció de futbol de l'Argentina\|{{#if:\|]] | Lionel Messi               |
| 11 | DAV  | [[Fitxer:Flag of Spain.svg\|23x15px\|border \|alt=Espanya\|link=Selecció de futbol d'Espanya\|{{#if:\|]]            | Jeffren Suárez             |

| N. | Pos. | Nac. | Jugador           |
| -- | ---- | --- | ----------------- |
| 13 | POR  | [[Fitxer:Flag of Spain.svg\|23x15px\|border \|alt=Espanya\|link=Selecció de futbol d'Espanya\|{{#if:\|]]                          | José Manuel Pinto |
| 14 | MIG  | [[Fitxer:Flag of Argentina.svg\|23x15px\|border \|alt=Argentina\|link=Selecció de futbol de l'Argentina\|{{#if:\|]]               | Javier Mascherano |
| 15 | MIG  | [[Fitxer:Flag of Mali.svg\|23x15px\|border \|alt=Mali\|link=Selecció de futbol de Mali\|{{#if:\|]]                                | Seydou Keita      |
| 16 | MIG  | [[Fitxer:Flag of Catalonia.svg\|23x15px\|border \|alt=Catalunya\|link=Selecció de futbol de Catalunya\|{{#if:\|]]                 | Sergio Busquets   |
| 17 | DAV  | [[Fitxer:Flag of Spain.svg\|23x15px\|border \|alt=Espanya\|link=Selecció de futbol d'Espanya\|{{#if:\|]]                          | Pedro Rodríguez   |
| 18 | DEF  | [[Fitxer:Flag of Argentina.svg\|23x15px\|border \|alt=Argentina\|link=Selecció de futbol de l'Argentina\|{{#if:\|]]               | Gabriel Milito    |
| 19 | DEF  | [[Fitxer:Flag of Brazil.svg\|23x15px\|border \|alt=Brasil\|link=Selecció de futbol del Brasil\|{{#if:\|]]                         | Maxwell Cabelino  |
| 20 | MIG  | [[Fitxer:Flag of the Netherlands.svg\|23x15px\|border \|alt=Països Baixos\|link=Selecció de futbol dels Països Baixos\|{{#if:\|]] | Ibrahim Afellay   |
| 21 | DEF  | [[Fitxer:Flag of Brazil.svg\|23x15px\|border \|alt=Brasil\|link=Selecció de futbol del Brasil\|{{#if:\|]]                         | Adriano Correia   |
| 22 | DEF  | [[Fitxer:Flag of France (1794–1815, 1830–1974).svg\|23x15px\|border \|alt=França\|link=Selecció de futbol de França\|{{#if:\|]]   | Éric Abidal       |

Els equips espanyols estan limitats a tenir en la plantilla un màxim de tres jugadors sense passaport de la Unió Europea. La llista inclou només la principal nacionalitat de cada jugador; alguns jugadors no europeus tenen doble nacionalitat d'algun país de la UE:
- Messi té passaport espanyol.
- Jeffrén té passaport espanyol.
- Milito té passaport italià.
- Dani Alves té passaport espanyol.
- Maxwell té passaport neerlandès.
- Keita té passaport francès.
- Javier Mascherano té passaport italià.

Font: FC Barcelona

### Jugadors del filial
Jugadors del filial que han disputat algun minut en partit oficial aquesta temporada:
| N. | Pos. | Nac. | Jugador                                                                |
| -- | ---- | --- | ---------------------------------------------------------------------- |
| 31 | POR  | [[Fitxer:Flag of Catalonia.svg\|23x15px\|border \|alt=Catalunya\|link=Selecció de futbol de Catalunya\|{{#if:\|]] | Rubén Miño (Ha jugat la Supercopa d'Espanya)                           |
| 30 | MIG  | [[Fitxer:Flag of Spain.svg\|23x15px\|border \|alt=Espanya\|link=Selecció de futbol d'Espanya\|{{#if:\|]]          | Thiago Alcántara (Ha jugat la Supercopa d'Espanya, la Copa i La Lliga) |
| 33 | DEF  | [[Fitxer:Flag of Catalonia.svg\|23x15px\|border \|alt=Catalunya\|link=Selecció de futbol de Catalunya\|{{#if:\|]] | Sergi Gómez (Ha jugat la Supercopa d'Espanya)                          |
| 34 | MIG  | [[Fitxer:Flag of Mexico.svg\|23x15px\|border \|alt=Mèxic\|link=Selecció de futbol de Mèxic\|{{#if:\|]]            | Jonathan dos Santos (Ha jugat la lliga i la Supercopa d'Espanya)       |
| 37 | MIG  | [[Fitxer:Flag of Catalonia.svg\|23x15px\|border \|alt=Catalunya\|link=Selecció de futbol de Catalunya\|{{#if:\|]] | Oriol Romeu (Ha jugat la lliga i la Supercopa d'Espanya)               |
| 27 | DAV  | [[Fitxer:Flag of Spain.svg\|23x15px\|border \|alt=Espanya\|link=Selecció de futbol d'Espanya\|{{#if:\|]]          | Manuel Agudo "Nolito" (Ha jugat la lliga i la Copa)                    |
| 32 | DEF  | [[Fitxer:Flag of Catalonia.svg\|23x15px\|border \|alt=Catalunya\|link=Selecció de futbol de Catalunya\|{{#if:\|]] | Marc Bartra (Ha jugat la Copa)                                         |
| 28 | MIG  | [[Fitxer:Flag of Catalonia.svg\|23x15px\|border \|alt=Catalunya\|link=Selecció de futbol de Catalunya\|{{#if:\|]] | Sergi Roberto (Ha jugat la Copa i la Lliga de Campions)                |
| 26 | DEF  | [[Fitxer:Flag of Catalonia.svg\|23x15px\|border \|alt=Catalunya\|link=Selecció de futbol de Catalunya\|{{#if:\|]] | Andreu Fontàs (Ha jugat la lliga)                                      |
| 40 | DEF  | [[Fitxer:Flag of Catalonia.svg\|23x15px\|border \|alt=Catalunya\|link=Selecció de futbol de Catalunya\|{{#if:\|]] | Martín Montoya (Ha jugat la lliga)                                     |

### Jugadors cedits
| N. | Pos. | Nac. | Jugador |
| -- | ---- | --- | --- |
| —  | DAV  | [[Fitxer:Flag of Sweden.svg\|23x15px\|border \|alt=Suècia\|link=Selecció de futbol de Suècia\|{{#if:\|]]          | Zlatan Ibrahimović (A l'AC Milan. Es preveu una opció obligatòria de compra un cop finalitzada la cessió.) |
| —  | DAV  | [[Fitxer:Flag of Brazil.svg\|23x15px\|border \|alt=Brasil\|link=Selecció de futbol del Brasil\|{{#if:\|]]         | Keirrison (Al Santos FC)                                                                                   |
| —  | DEF  | [[Fitxer:Flag of Brazil.svg\|23x15px\|border \|alt=Brasil\|link=Selecció de futbol del Brasil\|{{#if:\|]]         | Henrique (Al Racing de Santander)                                                                          |
| —  | DEF  | [[Fitxer:Flag of Catalonia.svg\|23x15px\|border \|alt=Catalunya\|link=Selecció de futbol de Catalunya\|{{#if:\|]] | Víctor Sánchez (Al Getafe CF)                                                                              |
| —  | MIG  | [[Fitxer:Flag of Belarus.svg\|23x15px\|border \|alt=Belarús\|link=Selecció de futbol de Belarús\|{{#if:\|]]       | Aliaksandr Hleb (Al Birmingham City FC)                                                                    |
| —  | DEF  | [[Fitxer:Flag of Uruguay.svg\|23x15px\|border \|alt=Uruguai\|link=Selecció de futbol de l'Uruguai\|{{#if:\|]]     | Martín Cáceres (Al Sevilla FC)                                                                             |

### Altes
| N. | Pos. | Nac. | Jugador                                                                                    |
| -- | ---- | --- | ------------------------------------------------------------------------------------------ |
| 7  | DAV  | [[Fitxer:Flag of Spain.svg\|23x15px\|border \|alt=Espanya\|link=Selecció de futbol d'Espanya\|{{#if:\|]]                          | David Villa (40.000.000* €, del València CF)                                               |
| 21 | DEF  | [[Fitxer:Flag of Brazil.svg\|23x15px\|border \|alt=Brasil\|link=Selecció de futbol del Brasil\|{{#if:\|]]                         | Adriano (9.500.000 € + 4.000.000 € variables del Sevilla FC)                               |
| 14 | MIG  | [[Fitxer:Flag of Argentina.svg\|23x15px\|border \|alt=Argentina\|link=Selecció de futbol de l'Argentina\|{{#if:\|]]               | Javier Mascherano (22.000.000 € + variables del Liverpool FC)                              |
| 20 | MIG  | [[Fitxer:Flag of the Netherlands.svg\|23x15px\|border \|alt=Països Baixos\|link=Selecció de futbol dels Països Baixos\|{{#if:\|]] | Ibrahim Afellay (3.000.000 € + 1 partit + Participació en traspàs futur del PSV Eindhoven) |

### Baixes
| N. | Pos. | Nac. | Jugador                                                                        |
| -- | ---- | --- | ------------------------------------------------------------------------------ |
| 24 | MIG  | [[Fitxer:Flag of Côte d'Ivoire.svg\|23x15px\|border \|alt=Costa d'Ivori\|link=Selecció de futbol de la Costa d'Ivori\|{{#if:\|]] | Touré Yaya (30.000.000 €, al Manchester City FC)                               |
| 21 | DEF  | [[Fitxer:Flag of Ukraine.svg\|23x15px\|border \|alt=Ucraïna\|link=Selecció de futbol d'Ucraïna\|{{#if:\|]]                       | Dmitrò Txigrinski (15.000.000 €, al FC Xakhtar Donetsk)                        |
| 14 | DAV  | [[Fitxer:Flag of France (1794–1815, 1830–1974).svg\|23x15px\|border \|alt=França\|link=Selecció de futbol de França\|{{#if:\|]]  | Thierry Henry (Concedida la carta de llibertat, se'n va al Red Bull New York)  |
| 4  | DEF  | [[Fitxer:Flag of Mexico.svg\|23x15px\|border \|alt=Mèxic\|link=Selecció de futbol de Mèxic\|{{#if:\|]]                           | Rafael Márquez (Concedida la carta de llibertat, se'n va al Red Bull New York) |

### Equip tècnic
- Entrenador:  Josep Guardiola
  - Segon entrenador:  Francesc 'Tito' Vilanova
  - Entrenador de porters: Carles Busquets
  - Delegat: Carles Naval
- Responsable de la preparació física:  Lorenzo Buenaventura
  - Preparador físic: Francisco Paco Seirul·lo, Aureli Altimira, Francesc Cos
- Responsable de l'equip mèdic: Ramon Canal
  - Metges: Dr. Ricard Pruna, Dr. Daniel Medina
  - Recuperadors: Emili Ricart, Juanjo Brau
  - Fisioterapeutes: Jaume Munill, David Álvarez
  - Podòleg: Martín Rueda
  - Àrea de fisiologia aplicada a l'esport d'elit: Esteban Gorostiaga
- Anàlisi tàctic i Scouting: Domènec Torrent, Carles Planchart i Jordi Roura
- Encarregats de material: Chema Corbella, José Antonio Ibarz i Gabriel Galan
- Oficina d'Atenció al Jugador: Pepe Costa

## Filial
El Barça B de la temporada 2010-11 fou el filial més ben classificat de la història del club, ja que va acabar la temporada com a tercer classificat.

### Plantilla
| N. | Pos. | Nac. | Jugador                      |
| -- | ---- | --- | ---------------------------- |
| 1  | POR  | [[Fitxer:Flag of Spain.svg\|23x15px\|border \|alt=Espanya\|link=Selecció de futbol d'Espanya\|{{#if:\|]]          | Oier Olazábal                |
| 2  | DEF  | [[Fitxer:Flag of Catalonia.svg\|23x15px\|border \|alt=Catalunya\|link=Selecció de futbol de Catalunya\|{{#if:\|]] | Martín Montoya               |
| 3  | DEF  | [[Fitxer:Flag of Catalonia.svg\|23x15px\|border \|alt=Catalunya\|link=Selecció de futbol de Catalunya\|{{#if:\|]] | Marc Bartra                  |
| 4  | MIG  | [[Fitxer:Flag of Spain.svg\|23x15px\|border \|alt=Espanya\|link=Selecció de futbol d'Espanya\|{{#if:\|]]          | Thiago Alcántara             |
| 5  | DEF  | [[Fitxer:Flag of Catalonia.svg\|23x15px\|border \|alt=Catalunya\|link=Selecció de futbol de Catalunya\|{{#if:\|]] | Andreu Fontàs (3r capità)    |
| 6  | MIG  | [[Fitxer:Flag of Catalonia.svg\|23x15px\|border \|alt=Catalunya\|link=Selecció de futbol de Catalunya\|{{#if:\|]] | Oriol Romeu                  |
| 7  | DAV  | [[Fitxer:Flag of Catalonia.svg\|23x15px\|border \|alt=Catalunya\|link=Selecció de futbol de Catalunya\|{{#if:\|]] | Cristian Tello               |
| 8  | DAV  | [[Fitxer:Flag of Catalonia.svg\|23x15px\|border \|alt=Catalunya\|link=Selecció de futbol de Catalunya\|{{#if:\|]] | Edu Oriol                    |
| 9  | DAV  | [[Fitxer:Flag of Spain.svg\|23x15px\|border \|alt=Espanya\|link=Selecció de futbol d'Espanya\|{{#if:\|]]          | Manuel Agudo Nolito          |
| 10 | DAV  | [[Fitxer:Flag of Catalonia.svg\|23x15px\|border \|alt=Catalunya\|link=Selecció de futbol de Catalunya\|{{#if:\|]] | Víctor Vázquez (Capità)      |
| 11 | DAV  | [[Fitxer:Flag of Catalonia.svg\|23x15px\|border \|alt=Catalunya\|link=Selecció de futbol de Catalunya\|{{#if:\|]] | Jonathan Soriano (4t capità) |
| 12 | DAV  | [[Fitxer:Flag of Spain.svg\|23x15px\|border \|alt=Espanya\|link=Selecció de futbol d'Espanya\|{{#if:\|]]          | Saúl Berjon                  |
| 13 | POR  | [[Fitxer:Flag of Catalonia.svg\|23x15px\|border \|alt=Catalunya\|link=Selecció de futbol de Catalunya\|{{#if:\|]] | Jordi Masip                  |

| N. | Pos. | Nac. | Jugador                    |
| -- | ---- | --- | -------------------------- |
| 14 | MIG  | [[Fitxer:Flag of Catalonia.svg\|23x15px\|border \|alt=Catalunya\|link=Selecció de futbol de Catalunya\|{{#if:\|]]                              | Ilie Sánchez               |
| 15 | MIG  | [[Fitxer:Flag of the Balearic Islands.svg\|23x15px\|border \|alt=Illes Balears\|link=Selecció de futbol de les Illes Balears\|{{#if:\|]]       | Carlos Carmona             |
| 16 | DEF  | [[Fitxer:Flag of Spain.svg\|23x15px\|border \|alt=Espanya\|link=Selecció de futbol d'Espanya\|{{#if:\|]]                                       | Armando Lozano (2n capità) |
| 17 | MIG  | [[Fitxer:Flag of Catalonia.svg\|23x15px\|border \|alt=Catalunya\|link=Selecció de futbol de Catalunya\|{{#if:\|]]                              | Carles Planas              |
| 18 | MIG  | [[Fitxer:Flag of Catalonia.svg\|23x15px\|border \|alt=Catalunya\|link=Selecció de futbol de Catalunya\|{{#if:\|]]                              | Sergi Roberto              |
| 19 | DEF  | [[Fitxer:Flag of Catalonia.svg\|23x15px\|border \|alt=Catalunya\|link=Selecció de futbol de Catalunya\|{{#if:\|]]                              | Abraham Minero             |
| 20 | MIG  | [[Fitxer:Flag of Mexico.svg\|23x15px\|border \|alt=Mèxic\|link=Selecció de futbol de Mèxic\|{{#if:\|]]                                         | Jonathan dos Santos        |
| 21 | DAV  | [[Fitxer:Flag of Catalonia.svg\|23x15px\|border \|alt=Catalunya\|link=Selecció de futbol de Catalunya\|{{#if:\|]]                              | Benja                      |
| 23 | DAV  | [[Fitxer:Flag of the Valencian Community (2x3).svg\|23x15px\|border \|alt=País Valencià\|link=Selecció de futbol del País Valencià\|{{#if:\|]] | Ruben Rochina              |
| 24 | DEF  | [[Fitxer:Flag of Catalonia.svg\|23x15px\|border \|alt=Catalunya\|link=Selecció de futbol de Catalunya\|{{#if:\|]]                              | Marc Muniesa               |
| 25 | POR  | [[Fitxer:Flag of Catalonia.svg\|23x15px\|border \|alt=Catalunya\|link=Selecció de futbol de Catalunya\|{{#if:\|]]                              | Rubén Miño                 |
| 33 | DEF  | [[Fitxer:Flag of Catalonia.svg\|23x15px\|border \|alt=Catalunya\|link=Selecció de futbol de Catalunya\|{{#if:\|]]                              | Sergi Gómez                |
| —  | DEF  | [[Fitxer:Flag of Catalonia.svg\|23x15px\|border \|alt=Catalunya\|link=Selecció de futbol de Catalunya\|{{#if:\|]]                              | Albert Dalmau              |

### Baixes
| N. | Pos. | Nac. | Jugador                               |
| -- | ---- | --- | ------------------------------------- |
| —  | DEF  | [[Fitxer:Flag of Spain.svg\|23x15px\|border \|alt=Espanya\|link=Selecció de futbol d'Espanya\|{{#if:\|]]          | Alberto Botía (A l'Sporting de Gijón) |
| —  | DAV  | [[Fitxer:Flag of Israel.svg\|23x15px\|border \|alt=Israel\|link=Selecció de futbol d'Israel\|{{#if:\|]]           | Gai Assulin (No renovat)              |
| —  | DAV  | [[Fitxer:Flag of Nigeria.svg\|23x15px\|border \|alt=Nigèria\|link=Selecció de futbol de Nigèria\|{{#if:\|]]       | Elvis Onyema (No renovat)             |
| 22 | MIG  | [[Fitxer:Flag of Catalonia.svg\|23x15px\|border \|alt=Catalunya\|link=Selecció de futbol de Catalunya\|{{#if:\|]] | Martí Riverola (Cedit al SBV Vitesse) |

### Altes
| N. | Pos. | Nac. | Jugador                                   |
| -- | ---- | --- | ----------------------------------------- |
| —  | DAV  | [[Fitxer:Flag of Catalonia.svg\|23x15px\|border \|alt=Catalunya\|link=Selecció de futbol de Catalunya\|{{#if:\|]] | Cristian Tello (del RCD Espanyol)         |
| —  | DEF  | [[Fitxer:Flag of Catalonia.svg\|23x15px\|border \|alt=Catalunya\|link=Selecció de futbol de Catalunya\|{{#if:\|]] | Abraham Minero (del Sant Andreu)          |
| —  | DAV  | [[Fitxer:Flag of Spain.svg\|23x15px\|border \|alt=Espanya\|link=Selecció de futbol d'Espanya\|{{#if:\|]]          | Saúl (del UD Las Palmas)                  |
| —  | MIG  | [[Fitxer:Flag of Mallorca.svg\|23x15px\|border \|alt=Mallorca\|link=Selecció de futbol de Mallorca\|{{#if:\|]]    | Carlos Carmona (del Recreativo de Huelva) |

### Cos tècnic
- Primer entrenador:  Luis Enrique Martínez

- Segon entrenador:  Joan Barbarà i Mata

- Preparador físic: José Ramón Callén
- Delegat: Antoni Alonso Velázquez
- Fisioterapeutes: Roger Giornes Tomas i Jaume Langa Ferrer

## Resultats
| PARTIDOS 2010-2011 |
| --- |
| 29-07-2010 Amistós. VALERENGA—BARCELONA 2-4 04-08-2010 Amistós. K-LEAGUE ALL STAR—BARCELONA 2-5 08-08-2010 Amistós. BEIJING GUOAN—BARCELONA 0-3 14-08-2010 Supercopa d'Espanya (anada). SEVILLA-BARCELONA 3-1 21-08-2010 Supercopa d'Espanya (tomada). BARCELONA-SEVILLA 4-0 25-08-2010 Gamper. BARCELONA-MILAN 1-1 El Barcelona es va proclamar campió per penals (3-1). 29-08-2010 Lliga (1). RACING-BARCELONA 0-3 11-09-2010 Lliga (2). BARCELONA-HÈRCULES 0-2 14-09-2010 Lliga de Campions (1). BARCELONA-PANATHINAIKOS 5-1 19-09-2010 Lliga (3). ATLÈTIC MADRID-BARCELONA 1-2 22-09-2010 Lliga (4). BARCELONA-SPORTING GUON 1-0 26-09-2010 Lliga (5). ATHLÈTIG CLUB-BARCELONA 1-3 29-09-2010 Lliga de Campions (2). RUBIN KAZAN-BARCELONA 1-1 03-10-2010 Lliga (6). BARCELONA-MALLORCA 1-1 17-10-2010 Lliga (7). BARCELONA-VALÈNCIA 2-1 20-10-2010 Lliga de Campions (3). BARCELONA-COPENHAGEN 2-0 24-10-2010 Lliga (8). SARAGOSSA-BARCELONA 0-2 27-10-2010 Copa (1/16, anada). CEUTA-BARCELONA 0-2 30-10-2010 Lliga (9). BARCELONA-SEVILLA 5-0 02-11-2010 Lliga de Campions (4). COPENHAGEN-BARCELONA 1-1 07-11-2010 Lliga (10). GETAFE-BARCELONA 1-3 10-11-2010 Copa (1-16, tornada). BARCELONA-CEUTA 5-1 13-11-2010 Lliga (11). BARCELONA-VILA-REIAL 3-1 20-11-2010 Lliga (12). ALMERIA-BARCELONA 0-8 24-11-2010 Lliga de Campions (5). PANATHINAIKOS-BARCELONA 0-3 29-11-2010 Lliga (13). BARCELONA-REIAL MADRID 5-0 01-12-2010 Copa Catalunya (final, 3x1). BARCELONA-ESPANYOL 1-2 01-12-2010 Copa Catalunya (final, 3x1). BARCELONA-L'HOSPITALET 2-0 04-12-2010 Lliga (14). OSASUNA-BARCELONA 0-3 07-12-2010 Lliga de Campions (6). BARCELONA-RUBIN KAZAN 2-0 12-12-2010 Lliga (15). BARCELONA-REIAL SOCIETAT 5-0 18-12-2010 Lliga (16) ESPANYOL-BARCELONA 1-5 21-12-2010 Copa (1/8, anada). BARCELONA-ATHLÈTIC CLUB 0-0 02-01-2011 Lliga (17). BARCELONA-LLEVANT 2-1 05-01-2011 Copa (1/8. tomada). ATHLETIC CLUB-BARCELONA 1-1 08-01-2011 Lliga (18). DEPORTIVO BARCELONA 0—4 12-01-2011 Copa (1f4. anada). BARCELONA—BETIS 5-0 16-01-2011 Lliga (19). BARCELONA-MALAGA 4—1 19-01-2011 Copa (1/4. tomada). BETIS-BARCELONA 3-1 22-01-2011 Lliga (20). BARCELONA—RACING 3-0 26-01-2011 Copa (semifinal. anada). BARCELONA-ALMERIA 5-0 29-01-2011 Lliga (21). HÈRCULES-BARCELONA 0-3 02-02-2011 Copa (semifinals, tornada). ALMERIA-BARCELONA 0-3 05-02-2011 Lliga (22). BARCELONA-ATLÈTIC MADRID 3-0 12-02-2011 Lliga (23). SPORTING GIJÓN-BARCELONA 1-1 16-02-2011 Lliga de Campions (1/8, anada). ARSENAL-BARCELONA 2-1 20-02-2011 Lliga (24). BARCELONA-ATHLÈTIC CLUB 2-1 26—02—2011 Lliga (25). MALLORCA—BARCELONA 0-3 02-03-2011 Lliga (26). VALENCIA-BARCELONA 0—1 05—03—2011 Lliga (27). BARCELONA—SARAGOSSA 1-0 08—03—2011 Lliga de Campions (1/8. tomada). BARCELONA-ARSENAL 3—1 13-03-2011 Lliga (28). SEVILLA—BARCELONA 1—1 19-03-2011 Lliga (29). BARCELONA—GETAFE 2-1 02-04-2011 Lliga (30). VILA-REIAL-BARCELONA 0-1 06-04-2011 Lliga de Campions (1/4, anada). BARCELONA-XAKHTAR 5-1 09-04-2011 Lliga (31). BARCELONA-ALMERIA 3-1 12-04-2011 Champios League (1/4, tomada). XAKHTAR-BARCELONA 0-1 16-04-2011 Lliga (32). REIAL MADRID-BARCELONA 1-1 20-04-2011 Copa (final). BARCELONA-REIAL MADRID 0-1 23-04-2011 Lliga (33). BARCELONA-OSASUNA 2-0 27-04-2011 Lliga de Campions (semifinal. anada). REIAL MADRID-BARCELONA 0-2 30-04-2011 Lliga (34). REIAL SOCIETAT-BARCELONA 2-1 03-05-2011 Lliga de Campions (semifinal, tomada). BARCELONA-REIAL MADRID 1-1 08-05-2011 Lliga (35). BARCELONA-ESPANYOL 2-0 11-05-2011 Lliga (36). LLEVANT-BARCELONA 1-1 15-05-2011 Lliga (37). BARCELONA-DEPORTIVO 0-0 21-05-2011 Lliga (38). MÀLAGA-BARCELONA 1-3 28-05-2011 Lliga de Campions (final). BARCELONA-MANCHESTER UNITED 3-1 |

| 2009-2010 | 2011-2012 |